# احمدلی (شماخی)
احمدلی (به ترکی آذربایجانی: Əhmədli، پیش از آن کرد امیج Kürdəmic) یک منطقه مسکونی در جمهوری آذربایجان است که در شهرستان شماخی واقع شده است. احمدلی ۵۰۲ نفر جمعیت دارد.